# Dubai CSC
El Dubai CSC (àrab: نادي دبي الثقافي الرياضي, Nādī Dubayy aṯ-Ṯaqāfī ar-Riyāḍī, ‘Club Cultural i Esportiu de Dubai’) fou un club de futbol dels Emirats Àrabs Units de la ciutat de Dubai.
Va ser fundat el 1996. L'any 2010 ascendí a la primera divisió professional del país. Desaparegué el 2017, quan es fusionà amb Al Shabab i Al-Ahli per formar el club Shabab Al-Ahli Dubai FC.

## Palmarès
- Segona Divisió dels Emirats Àrabs Units:
  - 2001-02, 2003-04
- Copa del Vice-president dels Emirats Àrabs Units de futbol:[2]
  - 2009-10
- Copa Federació dels Emirats Àrabs Units de futbol:[2]
  - 2009-10